# Reigi
Reigi (Duits: Roicks) is een plaats in de Estlandse gemeente Hiiumaa, provincie (en eiland) Hiiumaa. De plaats heeft de status van dorp (Estisch: küla).
Reigi lag tot in oktober 2013 in de gemeente Kõrgessaare, daarna tot in oktober 2017 in de gemeente Hiiu en sindsdien in de fusiegemeente Hiiumaa.

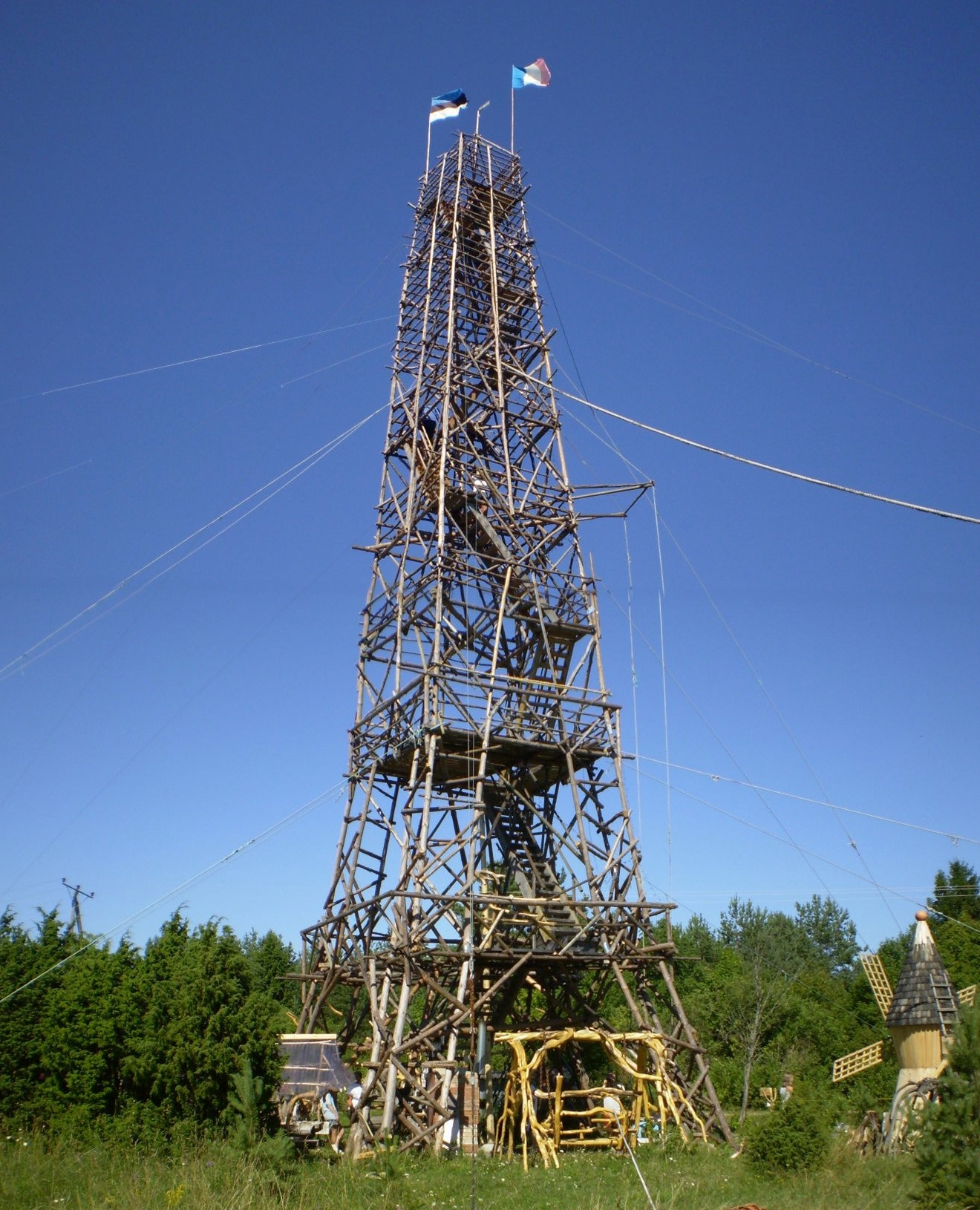
Hiiumaa Eiffel

## Bevolking
Het dorp had 38 inwoners op 31 december 2011 en 34 inwoners op 31 december 2021.

## Geografie
Reigi ligt aan de noordkust van het eiland Hiiumaa, bij de noordwestelijke punt van het schiereiland Kootsaare, de kaap Kootsaare nina. Ten oosten van de kaap (en ten noorden van Reigi) ligt de Baai van Meelste (Estisch: Meelste laht). Ten westen van de kaap (en ten westen van Reigi) ligt de Baai van Reigi (Estisch: Reigi laht).
De plaats ligt in het beschermde natuurgebied Kõrgessaare-Mudaste hoiuala.
Op ca. 500 meter afstand van de Baai van Reigi staat een uitkijktoren, die de naam Hiiumaa Eiffel (de Eiffeltoren van Hiiumaa) heeft gekregen. De toren, een houten replica van de Eiffeltoren, schaal 1 : 10 (31,4 meter hoog), is een particulier initiatief. De toren is gebouwd door Jaan Alliksoo in 2007. Na aanvankelijke strubbelingen met de Estische autoriteiten (er was geen bouwvergunning en de overheid had twijfels over de veiligheid van het bouwsel) mocht de toren in 2010 uiteindelijk blijven staan. Hij trekt ongeveer 30.000 bezoekers per jaar. Aan de top van de toren wapperen de vlaggen van Estland en Frankrijk.
De Tugimaantee 80, de secundaire weg van Heltermaa via Kärdla naar Luidja, komt over het grondgebied van Reigi. De weg naar de dorpskern takt af van deze weg.

## Geschiedenis
Reigi werd voor het eerst genoemd in 1453 onder de naam Renke. In 1539 heette het dorp Reke en in 1564 Roykell. Het was het grootste dorp op Hiiumaa dat door Zweden werd bewoond.
In de 16e eeuw kreeg Reigi een kapel, die ondergeschikt was aan de kerk van Käina. In 1627 werd de parochie van Reigi zelfstandig. In 1690 kreeg ze een nieuwe, houten kerk, gewijd aan Jezus. De helft van de parochianen was Zweeds, de andere helft Estisch.
Tussen 1627 en 1665 was Paulus Andreae Lempelius (overigens geen Zweed maar een Fin) de dominee van Reigi. Zijn vrouw Catharina Wyck kreeg een relatie met de diaken Jonas Kempe. In 1649 werden Catharina en Jonas daarvoor door een gerechtshof in Tallinn ter dood veroordeeld en geëxecuteerd. Aino Kallas schreef naar aanleiding van deze gebeurtenis de novelle Reigin pappi. Naar aanleiding van de novelle componeerde Eduard Tubin de opera Reigi õpetaja (‘De dominee van Reigi’), die gereedkwam in 1971. In 1978 maakte de regisseur Jüri Müür een film Reigi õpetaja naar aanleiding van Kallas' novelle. De hoofdrol werd gespeeld door Mikk Mikiver.
In 1781 moesten op bevel van Catharina II van Rusland alle Estlandzweden op Hiiumaa (de schattingen lopen uiteen van ca. 1000 tot ca. 1200 mensen) vertrekken naar het zuiden van Oekraïne. Daar stichtten ze het dorp Gammalsvenskby. Een legende wil dat ze bij Risti een afscheidsdienst hielden onder leiding van de toenmalige dominee van Reigi, Carl Forsmann. Een kruis dat de Zweden daar toen neerzetten zou het begin zijn geweest van de ‘Berg der Kruisen’. In Reigi namen Esten de plaats van de Zweden in.
Kort voor het vertrek van de Zweden verkocht de toenmalige eigenaar van Reigi, Karl Magnus Stenbock, het dorp aan baron Otto Reinhold Ludwig von Ungern-Sternberg. In 1798 maakte deze van ‘Röiks’ een apart landgoed. Enkele jaren later maakte hij er een ‘Hoflage’ van, een niet-zelfstandig landgoed onder het landgoed van Kõrgessaare, dat ook in zijn bezit was. In Reigi was ook enige industriële bedrijvigheid: een melkfabriek, een kaasmakerij en een steenbakkerij.
In het begin van de 19e eeuw liet Otto Reinhold Ludwig von Ungern-Sternberg ter herinnering aan zijn zoon Gustav, die zelfmoord had gepleegd, een nieuwe, stenen kerk bouwen, die in 1802 werd ingewijd. Dit is de kerk die er nu nog staat. De toren heeft geen haan, maar een windwijzer met het teken van de lelie. De lelie is een element in het familiewapen van de von Ungern-Sternbergs. In de kerk hangen enkele schilderijen met afbeeldingen die verband houden met de kruisiging van Jezus.
De kerk, het bijbehorende kerkhof en de pastorie liggen in Pihla, een buurdorp van Reigi.